# Sous-région de Porvoo
La sous-région de Porvoo (finnois : Porvoon seutukunta) est une sous-région de l'Uusimaa en Finlande. 
Au niveau 1 (LAU 1) des unités administratives locales définies par l'Union européenne elle porte le numéro 201.

## Municipalités
La sous-région de Porvoo est composée des municipalités suivantes :
| Blason            | Municipalité            |
| ----------------- | ----------------------- |
| Askolan vaakuna   | Askola (municipalité)   |
| Myrskylän vaakuna | Myrskylä (municipalité) |
| Porvoon vaakuna   | Porvoo (ville)          |
| Pukkilan vaakuna  | Pukkila (municipalité)  |

## Population
Depuis 1980, l'évolution démographique de la sous-région de Porvoo est la suivante:
| Année      | 1980   | 1985   | 1990   | 1995   | 2000   | 2005   | 2010   |
| ---------- | ------ | ------ | ------ | ------ | ------ | ------ | ------ |
| population | 46 105 | 47 620 | 50 116 | 51 491 | 53 283 | 55 594 | 57 662 |

## Politique
Les résultats de l'élection présidentielle finlandaise de 2018 sont:
- Sauli Niinistö   66.1%
- Pekka Haavisto   12.5%
- Laura Huhtasaari   6.1%
- Paavo Väyrynen   4.6%
- Nils Torvalds   3.4%
- Tuula Haatainen   3.1%
- Matti Vanhanen   2.4%
- Merja Kyllönen   1.9%